# Гастінгз (Нова Зеландія)
Гастінгз (англ. Hastings, маор. Heretaunga) — місто в Новій Зеландії, один з двох найбільших міст у Хокс-Бей на східному узбережжі Північного острова. Населення Гастінгза (включаючи Флаксмер) складає 45 000 чоловік (станом на червень 2019), ще 13 950 проживає у Хавлок-Норт і 2210 — у Клайві. Гастінгз знаходиться приблизно за 18 кілометрів від прибережного міста Нейпір. Ці два сусідні міста часто називають «Містами затоки» або «Містами-близнюками».
Адміністративний центр округу Гастінгз. Округ Гастінгз має площу в 5229 квадратних кілометра й нараховує населення у 85 000 чоловік, що робить чотирнадцятим за розміром серед інших 74 адміністративно-територіальних одиниць. З часом після злиття оточуючих поселень і поселень-супутників Гастінгз став одним із найбільших міст Хокс-Бей.
Округ Гастінгз — регіон виробництва продуктів харчування. Родючі рівнини Геретаунга, що оточують місто, виробляють кісточкові, насінні фрукти, ківі та овочі, також цей район є одним із найбільших районів виробництва червоного вина в Новій Зеландії. Асоційований бізнес включає до себе переробку продуктів харчування, сільськогосподарські послуги, фінансування селян і фрахтування. Гастінгз є основним сервісним центром для оточуючих пасовищних громад і туризму.